# Дети райка
«Дети райка́» (фр. Les Enfants du paradis) — французский чёрно-белый художественный фильм 1945 года, драма режиссёра Марселя Карне об актёрах парижского театра в первые десятилетия XIX века. Фильм снят в период немецкой оккупации по сценарию Жака Превера.
Фильм относят к классике мирового кино, он регулярно попадает в различные списки и рейтинги лучших фильмов всех времён. Решением ЮНЕСКО признан мировым достоянием культуры.

## Сюжет
В парижском театре пантомимы «Фюнамбюль» начинают выступать на сцене два новых актёра: талантливый молодой мим Батист, сын актёра «Фюнамбюля» Дебюро, и амбициозный ловелас Фредерик Леметр, который мечтает о настоящем театре, но в поисках работы устраивается в пантомиму. Случайно и Батист, и Фредерик знакомятся с Гаранс, бывшей натурщицей, оставшейся без работы. Батист влюбляется в неё, однако в гостинице, где остановились и Батист с Фредериком, и Гаранс, Батист не решается остаться ночью в комнате возлюбленной. Благосклонности Гаранс добивается более настойчивый Фредерик. Гаранс также устраивается в театр, а Батист день ото дня становится печальнее из-за того, что она предпочла другого. За любовью Батиста внимательно следит его коллега по труппе, давно влюблённая в него Натали.
Тем временем известный вор Ласенер со своим напарником пытается совершить убийство с целью ограбления. Свидетели указывают на Гаранс как возможную соучастницу, поскольку ранее её видели в компании Ласенера. Чтобы избежать ареста, Гаранс показывает визитную карточку аристократа Эдуарда де Монтрера, обещавшего ей своё покровительство.

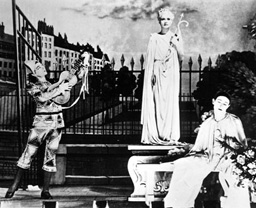
Кадр из фильма: Фредерик, Гаранс и Батист на сцене

Проходит несколько лет. Фредерик становится знаменитым актёром и репетирует новый спектакль. Ему кажется скучной пьеса, написанная тремя авторами, и во время премьеры он много импровизирует. Хотя публика в восторге, авторы оскорблены и вызывают Фредерика на дуэль. После спектакля в гримёрку Фредерика заходит Ласенер, с которым Фредерик ранее не был знаком. После ночной попойки Фредерик приглашает Ласенера и его напарника в качестве секундантов на дуэль, где актёра легко ранят в руку. Его спектакль отменён, и Фредерик с перевязанной рукой приходит на представление в «Фюнамбюль». Батист также знаменит, а на его спектаклях всегда аншлаги. Фредерик встречает в ложе Гаранс, которая стала любовницей де Монтрера и много путешествовала, но не может забыть любви Батиста и тайно приходит на каждый его спектакль. Фредерик подходит к Батисту за кулисы и видит его жену Натали и их маленького сына. Он напоминает Батисту о Гаранс, чем поселяет беспокойство в душе мима. При этом сам Фредерик испытывает ревность, видя, что бросившая его когда-то Гаранс любит Батиста.
Ласенер навещает Гаранс в доме де Монтрера, где сталкивается на лестнице с хозяином дома, вызывая у него неприязнь. Де Монтрер безуспешно добивается любви Гаранс, однако она признаётся ему, что всегда любила другого. Через некоторое время Фредерик выступает в театре в роли Отелло. На премьере к нему подходит де Монтрер, считая, что именно его любит Гаранс, и вызывает Фредерика на дуэль. В это время Батист, также пришедший на спектакль, и Гаранс встречаются, признаются друг другу в любви и уединяются на балконе, где их застаёт Ласенер и показывает их через окно Фредерику и де Монтреру. Из театра Батист и Гаранс уходят в ту гостиницу, где они жили в молодости, и проводят ночь вместе.
Утром Ласенер с напарником приходят в турецкие бани, где де Монтрер ждёт секундантов Фредерика. Ласенер убивает де Монтрера кинжалом, отпускает напарника и остаётся, чтобы сдаться правосудию. В гостинице Батист не хочет отпускать Гаранс, но та спешит к де Монтреру, чтобы предотвратить дуэль. Натали с сыном приходят к Батисту, чтобы вместе пойти на карнавал. Она застаёт мужа с Гаранс и говорит Гаранс, что хотя та любит Батиста, рядом с ним на протяжении нескольких лет была она, Натали. Гаранс выходит, а бросившийся за ней Батист не может прорваться через карнавальное шествие и видит, как Гаранс уезжает в карете.

## Историческая основа

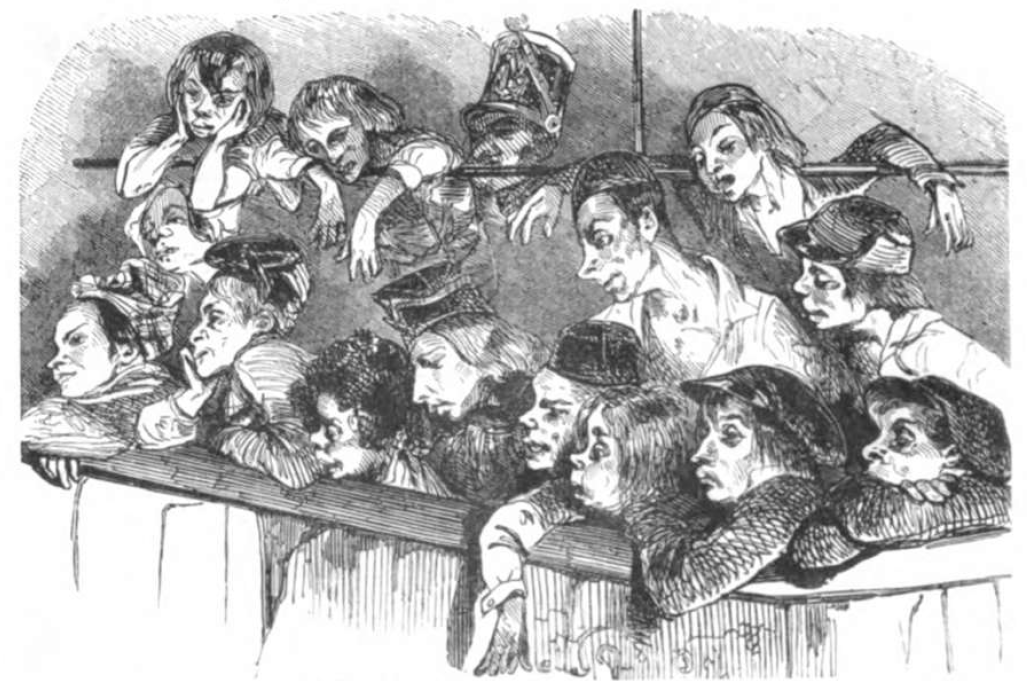
Раёк в театре «Фюнамбюль» (рисунок 1843 года)

Главные герои фильма — реальные исторические личности. Великий мим Батист Дебюро, или просто Батист (1796—1846), в 1819 году на сцене парижского театра «Фюнамбюль» переосмыслил образ Пьеро, создав образ отвергнутого несчастного влюблённого. Фредерик Леметр (1800—1876) — не менее знаменитый актёр, легенда и реформатор французского театра. Пьер Ласенер (1803—1836) — известный поэт, вор и убийца.

## В ролях
- Арлетти — Гаранс
- Жан-Луи Барро — Батист Дебюро, мим
- Пьер Брассёр — Фредерик Леметр, актёр
- Марсель Эрран — Пьер Ласенер, вор
- Пьер Ренуар — Жерико
- Мария Казарес — Натали
- Луи Салу — граф Эдуар де Монтре
- Гастон Модо — «слепой»
- Фабьен Лорис — Авриль
- Марсель Перес — директор «Фюнамбюля»
- Пьер Палау — режиссёр «Фюнамбюля»
- Этьен Декру — Ансельм Дебюро
- Джейн Маркен — мадам Эрмин
- Марселла Монтиль — Мария
- Луи Флоранси — полицейский
- Раймон Роньони — директор
- Жак Кастело — Жорж
- Поль Франкёр — инспектор полиции
- Альбер Реми — Скарпия Барриньи
- Робер Дери — Селестен
- Огюст Боверио — первый автор
- Поль Деманж — второй автор

## Съёмочная группа
- Сценарий и диалоги: Жак Превер
- Режиссёр-постановщик: Марсель Карне
- Оператор-постановщик: Роже Юбер
- Художники-постановщики: Леон Барсак, Раймон Габутти, Александр Траунер
- Художник по костюмам: Антуан Майо
- Монтаж: Анри Руст
- Композиторы: Морис Тирье, Жозеф Косма[1][4]
- Пантомима: Жорж Моке
- Продюсер: Раймон Бордери, Адриен Реможе

## Награды и номинации
- 1946 — Венецианский кинофестиваль, специальное упоминание международного жюри критиков[5].
- 1947 — номинация на премию «Оскар» за лучший оригинальный сценарий (Жак Превер).